# Estação Iugo-Zapadnaia
Iugo-Zapadnaia (em russo:  Юго-Западная) é uma estação terminal da linha Socolhnitcheskaia (Linha 1) do Metro de Moscovo, na Rússia. Estação «Iugo-Zapadnaia» está localizada após a estação «Prospekt Vernadskogo».